# Phineas Gage

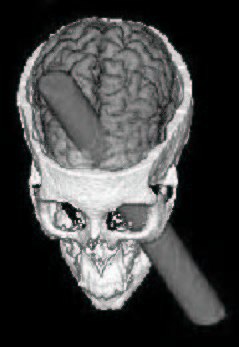
Een computergenereerde afbeelding gebaseerd op de menselijke schedel toont hoe de ijzeren staaf de schedel van Phineas Gage gepenetreerd zou hebben.

Phineas Gage (Enfield, 9 juli 1823 – 21 mei 1860) was een Amerikaanse spoorwegarbeider die in 1848 bij de aanleg van een spoorweg een arbeidsongeval kreeg waarbij hij zware schade aan zijn frontale kwabben in de hersenen opliep. Na het ongeval was Gages persoonlijkheid op een opmerkelijke manier veranderd; hij vertoonde onaangepast en asociaal gedrag, terwijl hij voordien een verantwoordelijk, rustig en sociaal aangepast persoon was geweest. De geschiedenis van Phineas Gage vormde een van de eerste aanwijzingen dat specifieke delen van de hersenen een rol spelen in specifieke psychische processen. 

## Ongeluk
Gage werkte in Cavendish aan een nieuwe spoorweg door Vermont toen hij op 13 september 1848 een ongeluk kreeg. Een ijzeren staaf die hij gebruikte om een explosieve lading aan te stampen in een boorgat veroorzaakte een vonk, waardoor de lading voortijdig tot ontploffing kwam. De 6 kilogram zware staaf, met een diameter van 3 centimeter, een lengte van 1 meter, schoot met hoge snelheid via de linkerwang door zijn hoofd en beschadigde de frontale kwabben van de hersenen (meer specifiek de cortex orbitofrontalis). Gage was direct na het ongeluk bij bewustzijn en genas binnen twee maanden. Hij kon lopen, praten en ook zijn geheugen functioneerde normaal. Zijn persoonlijkheid zou echter totaal zijn veranderd. Ook kreeg Gage last van epileptische aanvallen. Gage werd al snel ontslagen door zijn werkgever. Ruim elf jaar na het ongeluk overleed Gage als gevolg van herhaaldelijke epileptische aanvallen. Hij ligt begraven in het prestigieuze Cypress Lawn Memorial Park.
De beschadiging aan de hersenen van Gage werd beschreven door zijn behandelend arts John Harlow. Harlow zorgde ervoor dat Gages schedel terechtkwam in het museum van de faculteit Geneeskunde van de Harvard-universiteit. Ook recentelijk is er nog onderzoek gedaan naar de hersenbeschadiging van Gage.

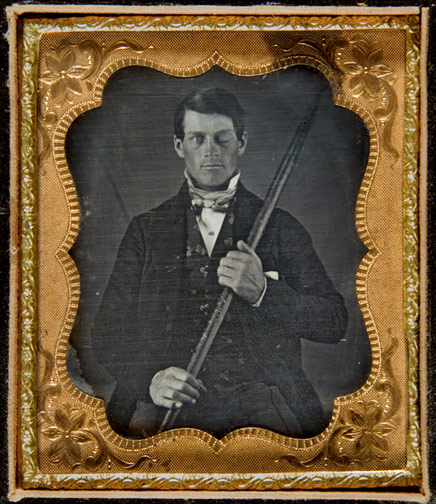
Daguerrotype van Phineas Gage

In juli 2009 werd bekend dat van Gage een daguerreotypie was ontdekt. De ontdekkers beschrijven Phineas Gage op de foto als "knap … goed gekleed en zelfverzekerd, trots" en één onderzoeker spreekt zelfs van een "sociaal herstelproces" waarbij de ernstige persoonsverandering van Gage misschien maar voor een beperkte tijd na het ongeval heeft bestaan, zodat hij in feite een sociaal veel beter aangepast leven heeft geleid dan in het algemeen werd aangenomen.